# Team Lotto Kern-Haus PSD Bank
Das Team Lotto Kern-Haus PSD Bank ist ein deutsches Radsportteam mit Sitz in Weitersburg.

## Organisation und Geschichte
Die zunächst von Manager Markus Felsing und dem Sportlichen Leiter Detlef Kurzweg geführte Mannschaft wurde 2014 gegründet und als UCI Continental Team unter dem Namen Team Kuota registriert. Es hatte zunächst den Arbeitstitel Team Rheinland-Pfalz und übernahm einige Fahrer des 2013 aufgelösten Team Quantec-Indeland.
Erster Namenssponsor war zunächst der Radhersteller Kuota, der 2015 durch Lotto Rheinland-Pfalz ergänzt wurde. Zur Saison 2017 übernahm die Lottogesellschaft die Position des Hauptsponsors, hinzu kam der Massivhaushersteller Kern-Haus. Kuota war auch nicht mehr Radausrüster des Teams. Diese Rolle übernahm Müsing.
Während der Deutschland Tour 2022 wurde bekannt gegeben, dass die Mannschaft neben dem österreichischen Tirol KTM Cycling Team ab 2023 als Farmteam des UCI WorldTeams Bora-hansgrohe fungiert, wobei die drei Mannschaften ihre organisatorische Selbständigkeit behalten. Zur Saison 2024 kam die PSD Bank als weiterer Titelsponsor dazu.
Nachdem Red Bull-Bora-hansgrohe zur Saison 2025 ein eigenes Development-Team ins Leben gerufen hatte, wurde im November 2024 bekannt, dass das Team ab 2025 Development-Team von Ineos Grenadiers wird.

## Saison 2025
Mannschaft
| Teamkader 2025          | Teamkader 2025     | Teamkader 2025         | Teamkader 2025                           |
| Name                    | Geburtsdatum       | Land                   | Vorheriges Team                          |
| ----------------------- | ------------------ | ---------------------- | ---------------------------------------- |
| Joseph Cosgrove         | 14. Januar 2006    | Vereinigtes Königreich | Fensham Howes-MAS Design (2024)          |
| Louis Grupp             | 29. Januar 2006    | Deutschland            | Team Wipotec (2024)                      |
| Max Herrmann            | 23. August 2005    | Deutschland            | Team Sportforum Kaarst-Büttgen (2024)    |
| Alexandre Kess          | 8. August 2003     | Luxemburg              | Philippe Wagner-Bazin (2024)             |
| Silas Köch              | 29. Juni 2003      | Deutschland            | REMBE Pro Cycling Team Sauerland (2024)  |
| Mil Morang              | 15. September 2004 | Luxemburg              | Leopard TOGT Pro Cycling (2023)          |
| Fausto Penna            | 14. Februar 2004   | Deutschland            | Berthold RadTeam (2024)                  |
| Jonas Reibsch           | 19. Januar 2005    | Deutschland            | Astana Qazaqstan Development Team (2024) |
| Theodor Storm           | 31. März 2005      | Dänemark               | Ineos Grenadiers (2024)                  |
| Noé Ury                 | 16. Oktober 2003   | Luxemburg              | Team Storck-Metropol Cycling (2024)      |
| Peter Øxenberg          | 23. Oktober 2005   | Dänemark               | ColoQuick (2024)                         |
|                         |                    |                        |                                          |
| Quelle: ProCyclingStats |                    |                        |                                          |

Erfolge
| Siege    | Siege                           | Siege      | Siege  | Siege      | Siege |
| Datum    | Rennen                          | Staat      | Klasse | Sieger     |       |
| -------- | ------------------------------- | ---------- | ------ | ---------- | ----- |
| 17. Apr. | Tour du Loir-et-Cher, 2. Etappe | Frankreich | 2.2    | Silas Köch |       |

## Erfolge als Continental Team
| Rennserie                 | 2014 | 2015 | 2016 | 2017 | 2018 | 2019 | 2020 | 2021 | 2022 | 2023 | 2024 |
| ------------------------- | ---- | ---- | ---- | ---- | ---- | ---- | ---- | ---- | ---- | ---- | ---- |
| UCI ProSeries             | -    | -    | -    | -    | -    | -    | -    | -    | -    | -    | -    |
| UCI Continental Circuits  | -    | 4    | 2    | -    | 2    | -    | -    | 4    | 2    | 1    | -    |
| nationale Meisterschaften | -    | -    | -    | -    | -    | -    | -    | 1    | -    | 1    | -    |

## Saisons 2014 bis 2016
- Team Kuota-Lotto/Saison 2016
- Team Kuota-Lotto/Saison 2015
- Team Kuota/Saison 2014

## Platzierungen in UCI-Ranglisten
UCI World Ranking
| World Ranking | World Ranking | World Ranking                 | World Ranking |
| Jahr          | Teamwertung   | Einzelwertung                 |               |
| ------------- | ------------- | ----------------------------- | ------------- |
| 2016          | —             | Daniel Westmattelmann (664. ) |               |
| 2017          | —             | Joshua Huppertz (849. )       |               |
| 2018          | —             | Joshua Huppertz (611. )       |               |
| 2019          | 123.          | Jonas Rutsch (379. )          |               |
| 2020          | 111.          | Christian Koch (829. )        |               |
| 2021          | 71.           | Kim Heiduk (315. )            |               |
| 2022          | 85.           | Leslie Lührs (708. )          |               |
| 2023          | 116.          | Pierre-Pascal Keup (816. )    |               |
| 2024          | 153.          | Mathieu Kockelmann (785. )    |               |
|               |               |                               |               |
| Quelle: UCI   |               |                               |               |

UCI Asia Tour
| Saison    | Mannschaftswertung | Fahrerwertung        |
| --------- | ------------------ | -------------------- |
| 2014      | 71.                | Michael Kurth (249.) |
| 2015-2016 | -                  | -                    |

UCI Europe Tour
| Saison | Mannschaftswertung | Fahrerwertung                |
| ------ | ------------------ | ---------------------------- |
| 2014   | 125.               | Robert Retschke (1057.)      |
| 2015   | 80.                | Max Walscheid (124.)         |
| 2016   | 66.                | Daniel Westmattelmann (410.) |
| 2017   | 94.                | Joshua Huppertz (537.)       |
| 2018   | 77.                | Joshua Huppertz (389.)       |